# لیگ برتر والیبال زنان ایران ۱۳۹۵
لیگ برتر والیبال زنان ایران ۱۳۹۵ پانزدهمین دوره مسابقات والیبال لیگ برتر زنان و بالاترین سطح مسابقات باشگاهی والیبال زنان در ایران است.
در این دوره از بازی‌ها که ۶ تیم شرکت داشتند از چهارم آذرماه ۱۳۹۵ تا اواسط اسفندماه ۱۳۹۵ به طول کشید. در پایان بانک سرمایه در اولین حضورش به قهرمانی این دوره از لیگ رسید. تیم‌های شهرداری ارومیه، گاز و پارسه از این مسابقات انصراف دادند.

## رده‌بندی پایانی
| رتبه | تیم           | برد | امتیاز | صعود و سقوط                                  |
| ---- | ------------- | --- | ------ | -------------------------------------------- |
| ۱    | بانک سرمایه   | ۱۰  | ۳۰     | صعود به رقابت‌های قهرمانی باشگاه‌های زنان آسیا |
| ۲    | ذوب‌آهن اصفهان | ۹   | ۲۷     |                                              |
| ۳    | دانشگاه آزاد  | ۷   | ۲۱     |                                              |
| ۴    | سایپا تهران   | ۵   | ۱۴     |                                              |
| ۵    | پارس شیراز    | ۲   | ۷      |                                              |
| ۶    | شهرداری تبریز | ۱   | ۳      |                                              |
|      | پارسه         |     |        |                                              |

## اعضای تیم‌های برتر
اسامی بازیکنان و کادر فنی تیم قهرمان بانک سرمایه عبارت است از: شبنم علیخانی، مهسا صابری، مائده برهانی، نیلوفر ابراهیمی، نگین حاجی اسفندیاری، سارا اخلاقی، مهتا محمدی، شکیلا صدری، تهمینه درگزنی، نیلوفر حجتی، مرجان صادقی، منصوره عباسی، پریسا سادات سیادت و صدیقه ذوالفقاری. اعضای کادر فنی: میترا شعبانیان، بیتا معصومیان و مریم فراتی.